# ウィルクスバリ (ペンシルベニア州)

ウィルクスバリ（Wilkes-Barre [ˈwɪlksˌbɛər, -bɛəri]）は、アメリカ合衆国ペンシルベニア州の都市。ルザーン郡の郡庁所在地である。人口は4万4328人（2020年）。フィラデルフィアの北165km、ニューヨークの北西170kmに位置する。近隣のスクラントンと共にワイオミング・バレーと呼ばれる3郡にまたがる都市圏を形成している。

## 歴史
ヨーロッパ人の入植以前、ワイオミング・バレーにはショーニー族やレナペ族のネイティブ・アメリカンが住み着いていた。1769年、コネチカット植民地ノーウィッチ出身の陸軍少佐ジョン・ダーキーは隊を率いてこの地に入植地を創設し、この地における初めてのヨーロッパ人入植者となった。入植地は13植民地を支持した2人の英国議会議員、ジョン・ウィルクスとアイザック・バリにちなんでウィルクスバリと名付けられた。その後、この地の領有権をめぐってコネチカット植民地とペンシルベニア植民地が争いを繰り返したが、独立戦争が終結すると、この地はペンシルベニア州の州土に含められた。
1786年にルザーン郡が創設されると、ウィルクスバリはルザーン郡の郡庁所在地となり、最初の郡地方裁判所が建てられた。ウィルクスバリは1806年に正式な町になり、1871年に市に昇格した。

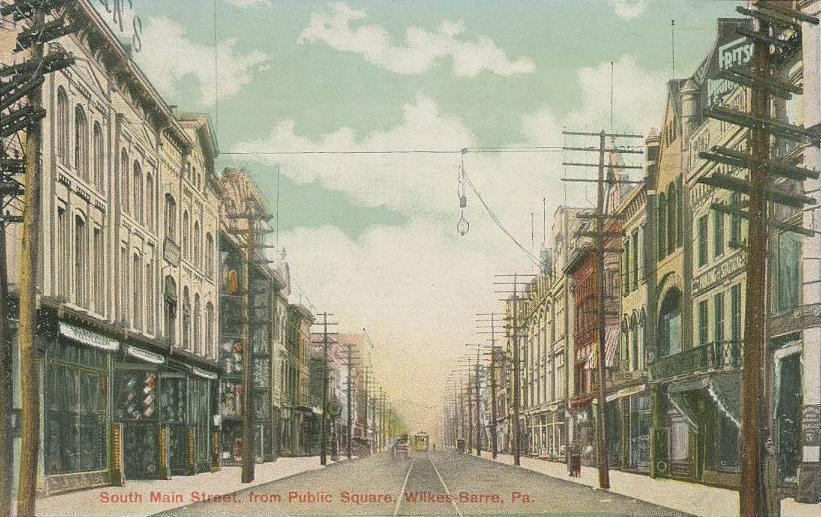
サウス・メイン・ストリート（1906年）

19世紀末から20世紀初頭にかけて、ワイオミング・バレー一帯で無煙炭が発見され、採掘が始まると、ウィルクスバリには炭鉱での職を求めて大量の移入者が集まり、その人口は爆発的に増加し、市はThe Diamond City（ダイヤモンドの街）と呼ばれるようになった。また、炭鉱による市の発展は鉄鋼業、ビール醸造、絹織物などの新しい産業も生み出した。しかしその一方で、ウィルクスバリでは少年労働や炭鉱での事故死など、労働環境の悪化も問題になっていた。
しかし1920年代に入ると、石炭から石油や電気へのエネルギー源転換が始まり、そこに1929年の世界恐慌の影響を受ける形で、炭鉱は不振に陥っていった。市の人口も1930年に86,626人を数えたのをピークに、以後は減少していった。第二次世界大戦が終わる頃には、炭鉱を経営していた会社はほとんどウィルクスバリを去り、市の失業率は12%に達していた。
そこに災害が追い討ちをかけた。1959年、北東郊のピッツトンの近くにあったノックス炭鉱にサスケハナ川の水が入り込み、坑内を冠水させる事故が起きた。死者12名を出したこの事故により、ウィルクスバリを含むワイオミング・バレーでの石炭産業はほぼ終わりを告げた。1972年に大西洋岸諸州を襲ったハリケーン・アグネスはペンシルベニア州東部に豪雨をもたらし、サスケハナ川の水位を40.9フィート（約12.5m）も上げてウィルクスバリの街に大洪水をもたらした。死者6名を出し、25,000棟の家屋を全半壊させたアグネスの襲来により、炭鉱の閉鎖後も市の地域経済を支えていた製造業や商業は大きな打撃を受け、その被害総額は10億ドル（当時）に達した。アグネスの被害からの復興と、より高い堤防の建設は1980年代まで続いた。

## 地理
ウィルクスバリは北緯41度14分40秒 西経75度52分41秒 / 北緯41.24444度 西経75.87806度に位置している。ニューヨークからは西北西へ約170km、フィラデルフィアからは北へ約165km、州都ハリスバーグからは北東へ約145km、シラキュースからは南へ約215kmに位置する。
アメリカ合衆国国勢調査局によると、ウィルクスバリ市は総面積18.6km²（7.2mi²）である。そのうち17.7km²（6.8mi²）が陸地で0.9km²（0.3mi²）が水域である。総面積の4.60%が水域となっている。約28km北東に位置するスクラントンと共に形成している、ワイオミング・バレーと呼ばれる都市圏（正式名称: スクラントン・ウィルクスバリ都市圏）はラッカワナ郡、ルザーン郡、およびワイオミング郡の3郡にまたがっている。北東-南西方向に広がるワイオミングバレーの南東にはポコノ山地が、北西にはエンドレス山地が連なり、ポコノ山地の南にはリーハイ・バレーが東西に広がっている。ワイオミングバレーの中央にはサスケハナ川が流れており、ウィルクスバリの市域はその南東岸に広がっている。サスケハナ河岸には幅の広い氾濫原が広がっており、市はハリケーン・アグネスのもたらした洪水の教訓から造られた高い堤防によって洪水から守られているが、河岸から離れるにつれて標高は上がっていく。市中心部の標高は約160mである。

### 気候
ウィルクスバリの気候は温暖な春・夏・秋と寒い冬に特徴付けられる気候である。最も暑い7月の平均気温は21.6℃、最も寒い1月の平均気温は氷点下4.2℃である。降水量は年間を通じてほぼ一定しており、月間60-120mm、年間1,000mm程度である。また、冬季の降雪もシラキュースなどオンタリオ湖南岸ほどではないものの、フィラデルフィアなど州南東部と比較するとかなり多い。ケッペンの気候区分では、ウィルクスバリは亜寒帯湿潤気候（Dfb）に属する。

### 都市概観

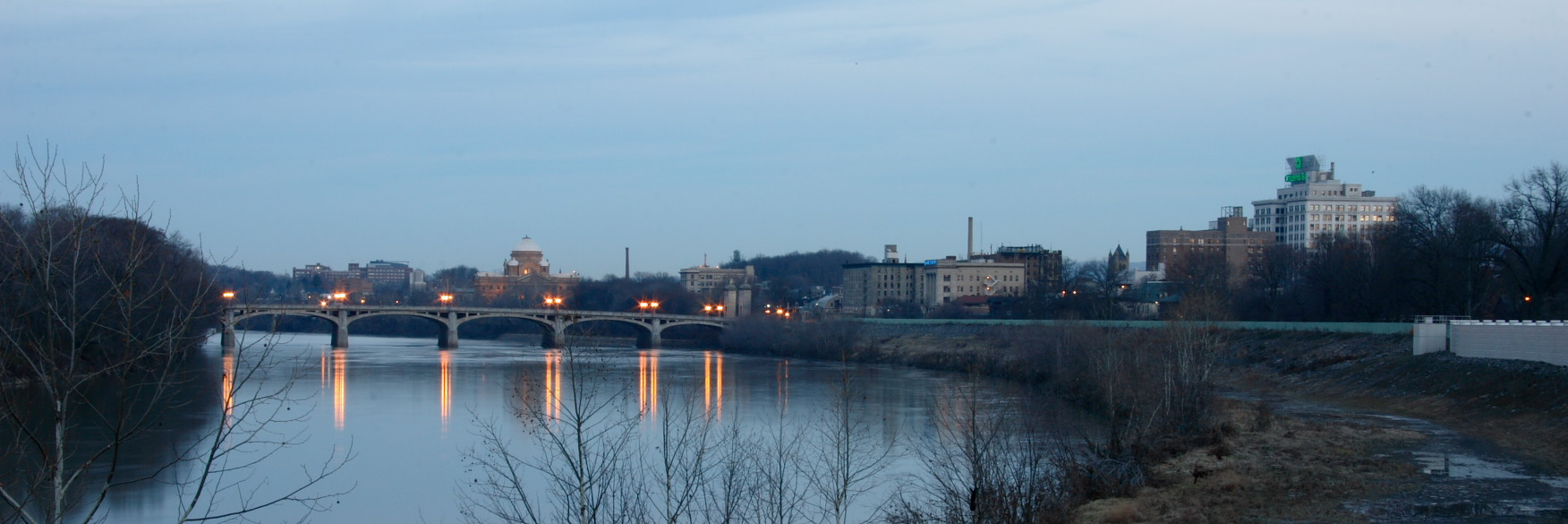
サスケハナ川に架かるマーケット・ストリート・ブリッジ

スクラントンのダウンタウンにおいては、主に北東-南西方向に走る通りと北西-南東方向に走る通りとで碁盤の目のように区画されている。北東-南西方向に走る通りでは、マーケット・ストリートを境に北東がN（北）、南西がS（南）となっており、北西-南東方向に走る通りでは、メイン・ストリートを境に北西がW（西）、南東がE（東）となっている。マーケット・ストリートとメイン・ストリートの交わるところはロータリーになっており、その内側にパブリック・スクエアという広場がある。サスケハナ川の一番近くにはリバー・ストリートが北東-南西方向に通っている。
マーケット・ストリートをリバー・ストリートよりもさらに北西に行くと、サスケハナ川にはマーケット・ストリート・ブリッジが架かっている。この御影石とコンクリートで造られたアーチ橋は、それまで架けられていたトラス橋に代わる橋として1926年から1929年にかけて建設された。マーケット・ストリート・ブリッジは1988年6月22日に国家歴史登録財に指定された。

## 政治

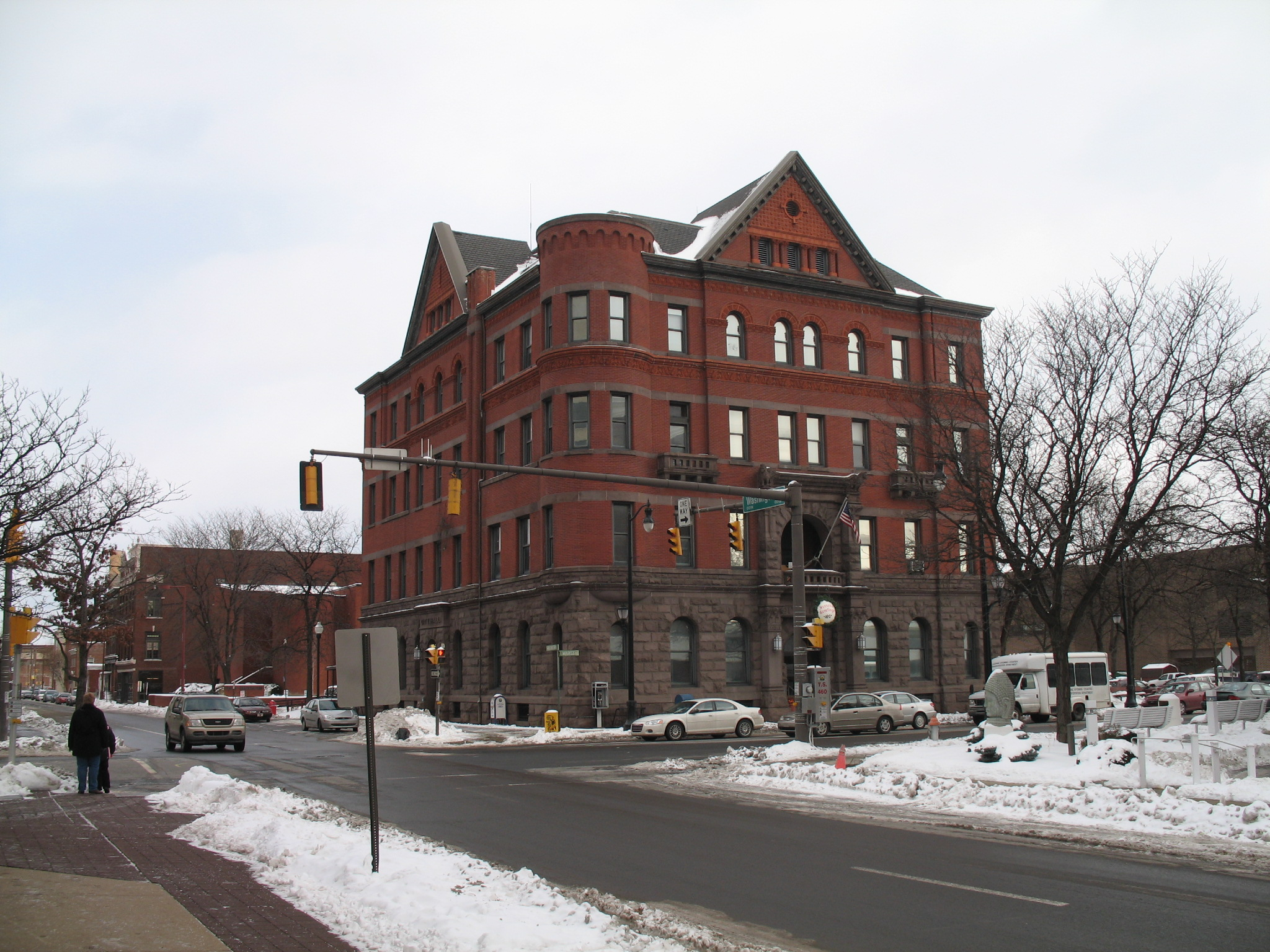
ウィルクスバリ市庁舎

ウィルクスバリは市長制を採っている。市の立法機関となる市議会は5名の議員から成っており、その5名の中から議長と副議長が選出される。市長、市議員とも任期は4年である。
市長と市議会の対極には、市監査役・管理役のトップであるシティ・コントローラーがいる。シティ・コントローラーは、1) 市の行政・立法機関の文書・記録の調査・監査・検証、2) 市が結んだ契約や購買注文等に対する支払いの調査・認可、3) 請求書・送り状・賃金台帳等の監査・承認、4) 違法性の疑わしい記録の市長・市議会への報告、および 5) 財務報告書の作成および市長・市議会への提出に責任を負う。
連邦議会下院議員選挙においては、ウィルクスバリはスクラントンと共に、ペンシルベニア第11選挙区に属している。この選挙区では民主党が強い勢力を持っている。

## 交通

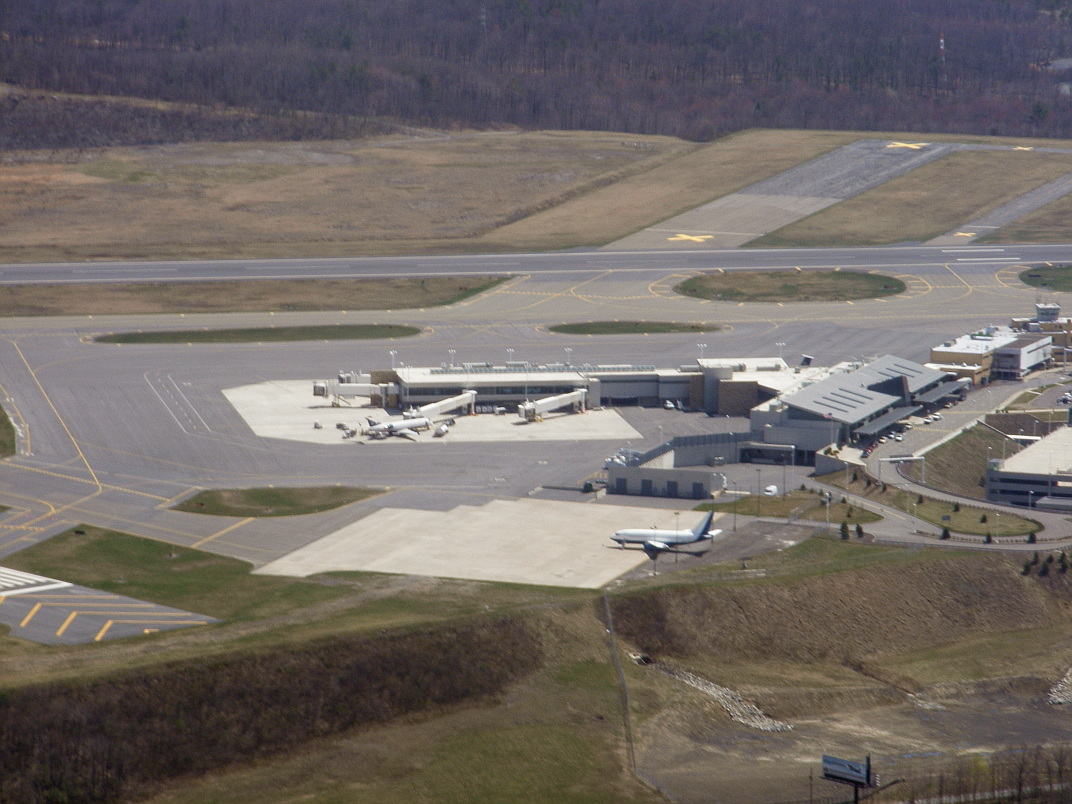
ウィルクスバリ・スクラントン国際空港

ウィルクスバリを含むワイオミング・バレーの玄関口となる空港は、ダウンタウンから北東へ約17km、ウィルクスバリとスクラントンのほぼ中間に位置するウィルクスバリ・スクラントン国際空港（IATA: AVP）である。この空港にはユナイテッド航空（シカゴ・オヘア）、アメリカン航空（シャーロット、フィラデルフィア）、デルタ航空（デトロイト）の便が就航している。市の北約5km、サスケハナ川対岸のフォーティーフォートに位置するウィルクスバリ・ワイオミングバレー空港は、規模が小さく、ゼネラル・アビエーションと呼ばれる、自家用機やチャーター機の発着が主となっている空港である。
州間高速道路81号線は市の南東を南西-北東方向に走っている。I-81は南西へは州都ハリスバーグや州間高速道路80号線へ、また北東へはスクラントン、ビンガムトン、シラキュースへと通ずる。フィラデルフィア・リーハイバレー・ワイオミングバレーを結ぶI-476は州道115号線経由で利用できる。また、州道309号線は市の東でI-81と合流・分岐し、サスケハナ川を渡って北郊のルザーンまで高速道路規格になっている。
ルザーン郡交通局（LCTA）は、ウィルクスバリ市内および周辺の公共交通機関となる15系統の路線バスを運行している。北東郊のピッツトンでは、スクラントンとその周辺をカバーするラッカワナ郡交通システム（COLTS）の路線バス網と接続している。

## 教育
キングス・カレッジはダウンタウンに48エーカー（約194,200m²）のキャンパスを構えている。大学の建物の大部分はリバー・ストリート、ノース・ストリート、メイン・ストリート、ユニオン・ストリートに囲まれた4ブロック内に建ち並んでいる。同学はカトリック系のリベラル・アーツ・カレッジで、約2,300人の学生が在学しており、学生対教授比は13:1という少数精鋭制の教育を行っている。同学は1946年に創立した、アメリカ合衆国における大学の歴史の中では比較的新しい大学であるが、USニューズ&ワールド・レポートの大学ランキングでは、北部の「地方区の大学」の中で上位50位以内に入る評価を受けており、スクラントン大学と共にワイオミング・バレーを代表する大学としての地位を確立している。

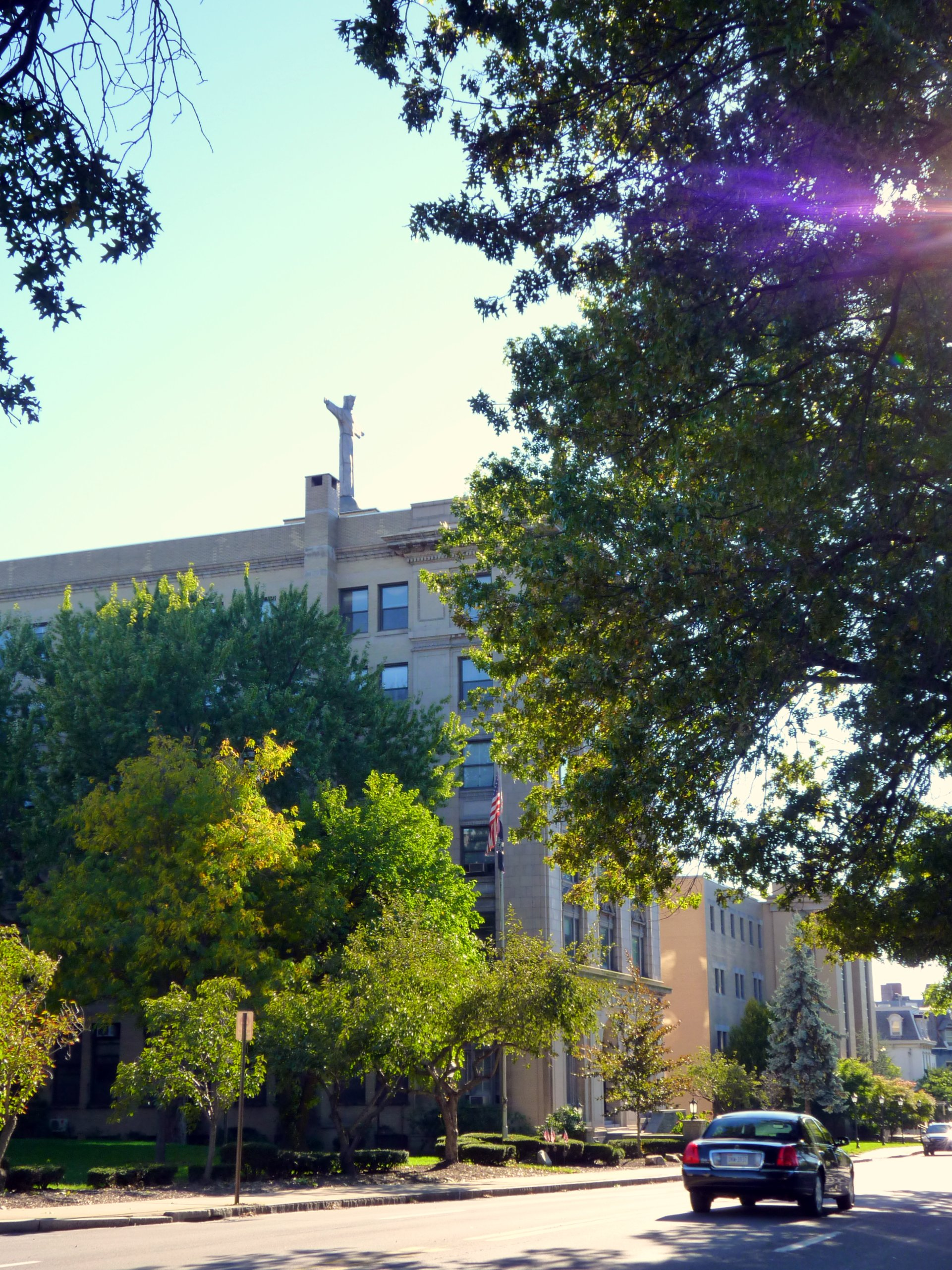
キングス・カレッジ

キングス・カレッジの南西約1.2km、リバー・ストリート沿いにはウィルクス大学の校舎と学生寮が建ち並んでいる。同学は1933年にバックネル大学の分校として開校したバックネル短期大学を前身としているが、1947年にバックネル大学から独立して4年制大学に移行し、1990年に認定を受けた。同学には約2,300人の学生が在学している。
2009年に開校した医学系の大学院大学、コモンウェルス医学校は、その3つのキャンパスのうちの1つをウィルクスバリに置いている。
このほか、地域密着型の州公立大学として、北西郊のリーマン・タウンシップにペンシルベニア州立大学ウィルクスバリ校が、また南西郊のナンティコークにルザーン郡コミュニティカレッジがそれぞれ立地している。
ウィルクスバリにおけるK-12課程はウィルクスバリ地域学区の管轄下にある公立学校によって支えられている。同学区は小学校6校、中高一貫校3校を有し、約7,000人の児童・生徒を抱えている。また、これらの公立学校のほか、ウィルクスバリにはカトリックのスクラントン司教区の管轄下にある小中一貫校と高校がそれぞれ1校ずつ立地している。

## 文化

### 名所と文化施設
1893年に建てられたルザーン郡歴史協会博物館は、この地に住んでいた古代からヨーロッパ人入植に至るまでのネイティブ・アメリカンや、郡や州の地域経済を支えた無煙炭採掘に関する事物を展示している。パブリック・スクエアのすぐ南に立地するF・M・カービー演技芸術センターは、1938年に開館したコマーフォード映画館を前身とし、1977年にいったん閉館したものの、2006年に現称で再開館し、コンサートや演劇を行う総合的な演技芸術センターとして生まれ変わった。リトル・シアター・オブ・ウィルクスバリは、1923年に開館して以来、地域に密着した劇場として、娯楽のみならず演劇教育の機会も与えてきた。

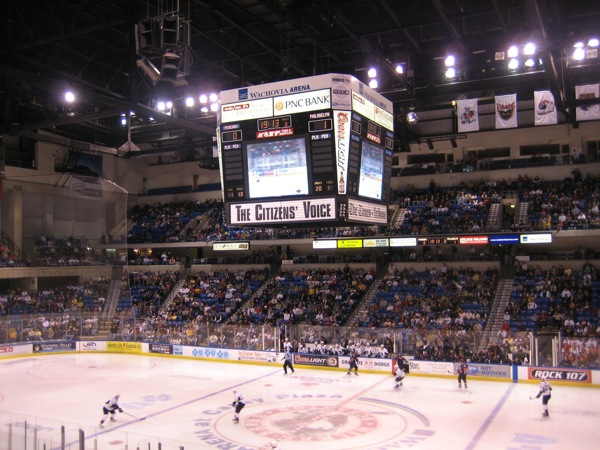
モヒガン・サン・アリーナ・アット・ケイシー・プラザでのウィルクスバリ・スクラントン・ペンギンズの試合

モヒガン・サン・アリーナ・アット・ケイシー・プラザは市の南東に隣接するウィルクスバリ・タウンシップに立地している。1999年に開館したこの多目的アリーナは、ウィルクスバリ・スクラントン・ペンギンズ（後述）のアイスホッケーの試合のほか、コンサート等のイベントにも使われる。座席数はアイスホッケーの試合では8,000席、コンサートなどアリーナ席を使用するイベントでは10,000席に達する。また、市の東、プレーンズ・タウンシップには、2010年にこのアリーナの命名権を10年契約で獲得したモヒガン・サン・アット・ポコノ・ダウンズというカジノが立地している。このカジノはコネチカット州アンカスビル（ニューロンドン郊外）に本部を置くモヒガン・サンが経営している。

### スポーツ
ウィルクスバリにはメジャープロスポーツのチームこそ存在しないものの、下部リーグのチームはいくつか置かれている。野球では、ニューヨーク・ヤンキース傘下のAAA級マイナーリーグチームでインターナショナルリーグ北地区に所属するスクラントン・ウィルクスバリ・ヤンキースが置かれ、ウィルクスバリとスクラントンの中間に立地するPNCフィールドを本拠地としてプレーしている。
ピッツバーグ・ペンギンズと提携しているAHLのウィルクスバリ・スクラントン・ペンギンズはモヒガン・サン・アリーナ・アット・ケイシー・プラザを本拠地としている。ペンギンズはリーグでは上位に食い込んでおり、カンファレンス優勝も3度果たしている。かつてはaf2のウィルクスバリ・スクラントン・パイオニアーズもモヒガン・サン・アリーナ・アット・ケイシー・プラザを本拠地としていたが、2009年に上部リーグのアリーナフットボールリーグが破産・解散したことにより、チームも消滅した。

## 人口推移
以下にウィルクスバリ市における1850年から2010年までの人口推移をグラフおよび表で示す。
| 統計年 | 人口     |
| ------ | -------- |
| 1850年 | 2,723人  |
| 1860年 | 4,253人  |
| 1870年 | 10,174人 |
| 1880年 | 23,339人 |
| 1890年 | 37,718人 |
| 1900年 | 51,721人 |
| 1910年 | 67,105人 |
| 1920年 | 73,833人 |
| 1930年 | 86,626人 |
| 1940年 | 86,236人 |
| 1950年 | 76,826人 |
| 1960年 | 63,068人 |
| 1970年 | 58,856人 |
| 1980年 | 51,551人 |
| 1990年 | 47,523人 |
| 2000年 | 43,123人 |
| 2010年 | 41,498人 |

## 註
1. ↑  “Quickfacts.census.gov”. 2023年11月17日閲覧。
2. ↑  Naming Wilkes-Barre. Wilkes University.
3. ↑  Luzerne County Courthouse History. Luzerne County Living. Luzerne County.
4. 1 2 3 4  PROFILE, The Times Leader. 1991年4月27日. Ctd by Clint Chamberlin as History of Wilkes-Barre, PA.
5. ↑  Table 16. Population of the 100 Largest Urban Places: 1930. U.S. Bureau of the Census. 1998年6月15日.
6. ↑  Pencek, David. The end of a way of life. Wilkes-Barre, Pennsylvania: The Times Leader. Qtd by Luzerne County PAGenWeb.
7. ↑  Rachunis, William and Gerald W. Fortney. Report of Major Mine Inundation Disaster - River Slope Mine - May Shaft Section, Schooley Colliery - Knox Coal Company, Incorporated - Port Griffith, Luzerne County, Pennsylvania. Bureau of Mines, U.S. Department of the Interior. 1959年1月22日.
8. ↑  Historical Weather for Wilkes-Barre, Pennsylvania, United States of America. Weatherbase.com.
9. ↑  Market Street Bridge. Delaware and Lehigh National Heritage Corridor. National Park Service.
10. ↑  City Council. City of Wilkes-Barre.
11. ↑  City Controller. City of Wilkes-Barre.
12. ↑  Departures Schedule, Arrival Schedule. Wilkes-Barre/Scranton International Airport.
13. ↑  Service. Luzerne County Transportation Authority.
14. 1 2  King's College (PA). Princeton Review.
15. ↑  Directions to King’s College and King’s College Campus Map. King's College. （PDFファイル）
16. ↑  Best Colleges 2011: Regional University North Rankings. p.2. U.S. News & World Report. 2010年.
2011年版（2010年発行）では40位であった。
17. ↑  Wilkes Campus Map. Wilkes University.
18. ↑  History. Wilkes University.
19. ↑  Fast Facts. Wilkes University.
20. ↑  Regional Campuses. The Commonwealth Medical College.
21. ↑  Locate a School. The Diocese of Scranton.
22. ↑  Museum. Luzerne County Historical Society.
23. ↑  About Our Theater: F.M.Kirby Center for the Performing Arts - A Rich and Colorful History. F.M.Kirby Center for the Performing Arts.
24. ↑  Home. Little Theatre of Wilkes-Barre.
25. ↑  About the Arena. Luzerne County Convention Center Authority.
26. ↑  Jones, Coulter. Mohegan Sun receives naming rights to the arena at Casey Plaza. The Scranton Times Tribune. 2009年11月12日.